# Cindy Van Autreve
Cindy Van Autreve (Gent, 3 juli 1975) is een Belgisch voormalig korfbalster. Ze won viermaal de prijs van Beste Korfbalster van het Jaar in dienst van AKC.

## Spelerscarrière

### Begin van carrière
In 1986 begon Van Autreve met korfbal bij Rapid Gent. Ze speelde hier t/m 1994. Voor seizoen 1994-1995 sloot ze zich aan bij Boeckenberg.

### AKC
Na een jaar bij Boeckenberg verruilde Van Autreve van club en sloot ze zich in 1995 aan bij AKC. In de periode bij AKC won ze negenmaal de zaaltitel, zesmaal de veldtitel en zesmaal de Beker van België.

## Erelijst
- Belgisch kampioen veldkorfbal, 9× (1998, 1999, 2000, 2001, 2002, 2003, 2004, 2007, 2008)
- Belgisch kampioen zaalkorfbal, 6× (1998, 2000, 2001, 2002, 2003, 2004)
- Beker van België, 6× (1999, 2000, 2001, 2002, 2003, 2004)
- Beste Korfbalster van het Jaar, 4× (1999, 2001, 2002, 2003)